# 東和カード
東和カード株式会社（とうわカード、THE TOWA CARD CO.,LTD.）は、東和銀行の系列会社であり、MUFGカードのフランチャイジーである。東和銀行の顧客基盤をもとに主に群馬県内でMUFGカードの発行、加盟店の獲得をしている。

## ラインナップ
一般・ゴールドプレステージ・プラチナの3種類があり、国際ブランドは、Visa、MasterCard、、AMERICAN EXPRESSから選ぶことが出来る（ビジネスカードはVisaとMasterCardのみ。プラチナは AMERICAN EXPRESS のみ）。プロバーカードと異なりJCBブランドの発行がない。
個人向けカードはMUFGカードのプロバーカード（三菱UFJカード）に準じてエンボスレスとなり、セキュリティ対策として、カード番号・有効期限・MUFGカードのロゴマークなどがカード裏面に記載されている。またVisa・MasterCardはタッチ決済にも新たに対応した。一方、ビジネスカードは従前のエンボス入りデザインを継続している。

## 関連会社
- 東和銀行
- 三菱UFJニコス